# Wereldkampioenschappen turnen 2011
De wereldkampioenschappen turnen 2011 werden van 7 tot en met 16 oktober 2011 gehouden in het Tokyo Metropolitan Gymnasium in Tokio, Japan. De 24 beste teams van de wereldkampioenschappen turnen 2010 in Rotterdam mochten een compleet team inschrijven. Het is de eerste kwalificatiewedstrijd voor de Olympische Zomerspelen van 2012 in Londen. De beste acht landen kwalificeerden zich direct, de nummers negen tot en met zestien kregen een tweede kans op de olympische testwedstrijd in januari 2012 in Londen.

## Programma
| Q | Kwalificaties | Goud | Finale |

### Mannen
| Onderdeel       | Oktober | Oktober | Oktober | Oktober | Oktober | Oktober | Oktober | Oktober | Oktober | Oktober |
| Onderdeel       | 7       | 8       | 9       | 10      | 11      | 12      | 13      | 14      | 15      | 16      |
| --------------- | ------- | ------- | ------- | ------- | ------- | ------- | ------- | ------- | ------- | ------- |
| Kwalificaties   |         |         | Q0      | Q0      |         |         |         |         |         |         |
| Team            |         |         |         |         |         | 0       |         |         |         |         |
| Meerkamp        |         |         |         |         |         |         |         | 0       |         |         |
| Paard (voltige) |         |         |         |         |         |         |         |         | 0       |         |
| Ringen          |         |         |         |         |         |         |         |         | 0       |         |
| Vloer           |         |         |         |         |         |         |         |         | 0       |         |
| Brug            |         |         |         |         |         |         |         |         |         | 0       |
| Rekstok         |         |         |         |         |         |         |         |         |         | 0       |
| Sprong          |         |         |         |         |         |         |         |         |         | 0       |
| Totaal          |         |         |         |         |         | 1       |         | 1       | 3       | 3       |

### Vrouwen
| Onderdeel     | Oktober | Oktober | Oktober | Oktober | Oktober | Oktober | Oktober | Oktober | Oktober | Oktober |
| Onderdeel     | 7       | 8       | 9       | 10      | 11      | 12      | 13      | 14      | 15      | 16      |
| ------------- | ------- | ------- | ------- | ------- | ------- | ------- | ------- | ------- | ------- | ------- |
| Kwalificatie  | Q0      | Q0      |         |         |         |         |         |         |         |         |
| Team          |         |         |         |         | 0       |         |         |         |         |         |
| Meerkamp      |         |         |         |         |         |         | 0       |         |         |         |
| Brug ongelijk |         |         |         |         |         |         |         |         | 0       |         |
| Sprong        |         |         |         |         |         |         |         |         | 0       |         |
| Balk          |         |         |         |         |         |         |         |         |         | 0       |
| Vloer         |         |         |         |         |         |         |         |         |         | 0       |
| Totaal        |         |         |         |         | 1       |         | 1       |         | 2       | 2       |

## Medailles

### Mannen
| Onderdeel       | Goud            | Goud                                                                  | Zilver          | Zilver                                                                                     | Brons           | Brons                                                                                   |
| Landenwedstrijd | Landenwedstrijd | Landenwedstrijd                                                       | Landenwedstrijd | Landenwedstrijd                                                                            | Landenwedstrijd | Landenwedstrijd                                                                         |
| --------------- | --------------- | --------------------------------------------------------------------- | --------------- | ------------------------------------------------------------------------------------------ | --------------- | --------------------------------------------------------------------------------------- |
| Meerkamp        | CHN             | Chen Yibing Feng Zhe Teng Haibin Yan Mingyong Zhang Chenglong Zou Kai | JPN             | Kenya Kobayashi Makoto Okiguchi Kazuhito Tanaka Yusuke Tanaka Kohei Uchimura Koji Yamamuro | USA             | Jacob Dalton Jonathan Horton Steven Legendre Danell Leyva Alexander Naddour John Orozco |
| Individueel     |                 |                                                                       |                 |                                                                                            |                 |                                                                                         |
| Meerkamp        | JPN             | Kohei Uchimura                                                        | GER             | Philipp Boy                                                                                | JPN             | Koji Yamamuro                                                                           |
| Brug            | USA             | Danell Leyva                                                          | CHN GRE         | Zhang Chenglong Vasileios Tsolakidis                                                       | niet uitgereikt | niet uitgereikt                                                                         |
| Paard (voltige) | HUN             | Krisztián Berki                                                       | FRA             | Cyril Tommasone                                                                            | GBR             | Louis Smith                                                                             |
| Rekstok         | CHN             | Zou Kai                                                               | CHN             | Zhang Chenglong                                                                            | JPN             | Kohei Uchimura                                                                          |
| Ringen          | CHN             | Chen Yibing                                                           | BRA             | Arthur Zanetti                                                                             | JPN             | Koji Yamamuro                                                                           |
| Sprong          | KOR             | Yang Hak-seon                                                         | RUS             | Anton Golotsoetskov                                                                        | JPN             | Makoto Okiguchi                                                                         |
| Vloer           | JPN             | Kohei Uchimura                                                        | CHN             | Zou Kai                                                                                    | BRA ISR         | Diego Hypolito Alexander Shatilov                                                       |

### Vrouwen
| Onderdeel       | Goud            | Goud                                                                                            | Zilver          | Zilver                                                                                                 | Brons           | Brons                                                             |
| Landenwedstrijd | Landenwedstrijd | Landenwedstrijd                                                                                 | Landenwedstrijd | Landenwedstrijd                                                                                        | Landenwedstrijd | Landenwedstrijd                                                   |
| --------------- | --------------- | ----------------------------------------------------------------------------------------------- | --------------- | --- | --------------- | ----------------------------------------------------------------- |
| Meerkamp        | USA             | Gabrielle Douglas McKayla Maroney Alexandra Raisman Alicia Sacramone Sabrina Vega Jordyn Wieber | RUS             | Ksenia Afanasjeva Joelia Belokobylskaja Anna Dementjeva Joelia Insjina Viktoria Komova Tatjana Nabjeva | CHN             | He Kexin Huang Qiushuang Jiang Yuyuan Sui Lu Tan Sixin Yao Jinnan |
| Individueel     |                 |                                                                                                 |                 | |                 |                                                                   |
| Meerkamp        | USA             | Jordyn Wieber                                                                                   | RUS             | Viktoria Komova                                                                                        | CHN             | Yao Jinnan                                                        |
| Balk            | CHN             | Sui Lu                                                                                          | CHN             | Yao Jinnan                                                                                             | USA             | Jordyn Wieber                                                     |
| Brug ongelijk   | RUS             | Viktoria Komova                                                                                 | RUS             | Tatjana Nabjeva                                                                                        | CHN             | Huang Qiushuang                                                   |
| Sprong          | USA             | McKayla Maroney                                                                                 | GER             | Oksana Tsjoesovitina                                                                                   | VIE             | Phan Thị Hà Thanh                                                 |
| Vloer           | RUS             | Ksenia Afanasjeva                                                                               | CHN             | Sui Lu                                                                                                 | USA             | Alexandra Raisman                                                 |

### Medaillespiegel
| Plaats | Land                | Goud | Zilver | Brons | Totaal |
| 1      | China               | 4    | 5      | 3     | 12     |
| 2      | Verenigde Staten    | 4    | 0      | 3     | 7      |
| 3      | Rusland             | 2    | 4      | 0     | 6      |
| 4      | Japan               | 2    | 1      | 4     | 7      |
| 5      | Hongarije           | 1    | 0      | 0     | 1      |
| 5      | Zuid-Korea          | 1    | 0      | 0     | 1      |
| 7      | Duitsland           | 0    | 2      | 0     | 2      |
| 8      | Brazilië            | 0    | 1      | 1     | 2      |
| 9      | Frankrijk           | 0    | 1      | 0     | 1      |
| 9      | Griekenland         | 0    | 1      | 0     | 1      |
| 11     | Israël              | 0    | 0      | 1     | 1      |
| 11     | Verenigd Koninkrijk | 0    | 0      | 1     | 1      |
| 11     | Vietnam             | 0    | 0      | 1     | 1      |
| Totaal | Totaal              | 14   | 15     | 14    | 43     |